# Coropceni, Telenești
Coropceni este o  un sat din raionul Telenești, Republica Moldova.
Satul are o suprafață de circa 0,9  kilometri pătrați, cu un perimetru de 4,11 km. Coropceni este unicul sat din comuna cu același nume. Localitatea se află la distanța de 17 km de orașul Telenești și la 90 km de Chișinău.

## Istorie

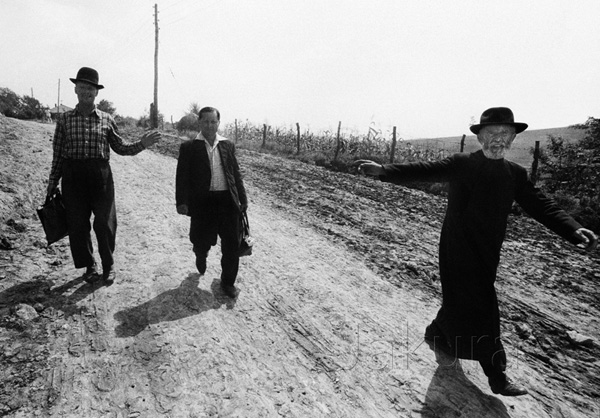
Preotul Nicolae din Coropceni (în dreapta), 1979.

Satul Coropceni a fost menționat documentar în anul 1604:
„Io Ieremia Movilă Voievod, cu mila lui Dumnezeu, domn al Țării Moldovei.

Adică a venit înaintea noastră și înaintea boierilor noștri Nastasia Oloaga, fata Nastei, nepoata lui Iosip de a ei bună voi de nimeni nevoiți, nici siliți. și și-a vândut a ei dreaptă ocină și moșie din a ei drepte și de baștină privilegii a treia parte din partea mamei ei Nastei din Corotceani, care e pe Molovateț și cu loc de iaz și de moară cât se va alege a treia parte. Acestea le-a vândut Cârstei sulgerel pe douăzeci și vase de taleri de argint. Pentru aceia să-i fie și dela noi ocină și cumpărătură cu tot venitul și altul să nu se amestece.

Domnul a zis.

Scris în Iași, anul 7112 <1604>, mai 10.

Stroici vel logofăt a învățat și a iscălit.”
În 1904 satul avea 90 case și o populație de 640 persoane.

## Populație
Conform datelor Recensământului General al Populației și Locuințelor din 2014, populația totală a satului Coropceni este de 1334 locuitori, grupați în 401 gospodării.
Structura pe sexe a populației satului se prezenta astfel: 690 (51,7 %) bărbați și 644 (48,3 %) femei.

## Administrație și politică
Componența Consiliului local Coropceni (9 consilieri), ales la 5 noiembrie 2023, este următoarea:
|  | Partid                                       | Consilieri | Componență | Componență | Componență | Componență |
|  | -------------------------------------------- | ---------- | ---------- | ---------- | ---------- | ---------- |
|  | Partidul Acțiune și Solidaritate             | 4          |            |            |            |            |
|  | Partidul Liberal Democrat din Moldova        | 3          |            |            |            |            |
|  | Partidul Socialiștilor din Republica Moldova | 2          |            |            |            |            |